# Варакин, Алексей Александрович
Алексей Александрович Варакин (родился 30 апреля 1975 года в Нижнем Тагиле) — российский боксёр-профессионал, выступавший в супертяжёлой весовой категории.
Наилучшая позиция в мировом рейтинге: 251-й.

## Результаты боёв
В таблице перечислены результаты всех поединков боксёров.
В каждой строке указан результат поединка. Дополнительно номер поединка обозначен цветом, который обозначает итог поединка. Расшифровка обозначений и цветов представлена в нижеследующей таблице.
| Пример | Расшифровка                     |
| ------ | ------------------------------- |
|        | Победа                          |
|        | Ничья                           |
|        | Поражение                       |
|        | Планируемый поединок            |
|        | Поединок признан несостоявшимся |
| КО     | Нокаут                          |
| ТКО    | Технический нокаут              |
| PTS    | Решение судей (по очкам)        |
| UD     | Единогласное решение судей      |
| MD     | Решение большинства судей       |
| SD     | Раздельное решение судей        |
| RTD    | Отказ от продолжения боя        |
| DQ     | Дисквалификация                 |
| NC     | Поединок признан несостоявшимся |

| Бой | Дата           | Соперник                 | Место проведения            | Раундов | Примечание |
| --- | -------------- | ------------------------ | --------------------------- | ------- | ---------- |
| 50  | 30 ноября 2013 | Василий Лепихин (14-0-0) | Rings, Екатеринбург, Россия | КО1 (8) |            |
| Бой | Дата           | Соперник                 | Место проведения            | Раундов | Примечание |